# 自己資本比率
自己資本比率（じこしほんひりつ、equity ratio）とは総資本に対する自己資本（株主資本と評価・換算差額等の和）の比率。

## 概要
貸借対照表の「資産の部」の合計額を総資産といい、現状における財産（土地や機械など）の状況を表している。一方、その財産の元手となった資金を資本といい、総資産と総資本は合計額が一致する。
総資本の内、銀行など他人から借りた資金（借入金）はいずれ返済する必要があるため、負債として区別される。これを他人資本という。残りの返済の必要のない資本を自己資本という。自己資本は株主から出資された出資金・剰余金・準備金・自己株式等から構成される。
- 自己資本比率＝（（総資本－他人資本）÷総資産）×100
  - ※上記の数式を簡略化すると下記となる。また他人資本とは負債と解釈できる。
- 自己資本比率＝ 自己資本÷総資産 ×100
- 自己資本比率＝ 純資産÷総資産 ×100
  - ※純資産は厳密に言えば株主資本の金額は異なる。また純資産は自己資本と解釈できる。

## 財務レバレッジとの関係
財務レバレッジは財務分析における指標のひとつであって、自己資本比率の逆数である。自己資本に比べて、他人資本を加えた総資本が何倍になるかを示す数値であり、他人資本つまり負債の大きさを示している。財務レバレッジ効果についてはレバレッジの項を参照すること。

## 数値の意味
数値としては、
- 自己資本比率が高いほど負債（借入金）が少ない
- 自己資本比率が低いほど負債（借入金）が多い

と、判断されることが多い。
故に、自己資本比率が高い、ということは、借入金の金利や元本返済の負担が少ないため、資金繰りが楽である等の理由から、健全な経営である（財務基盤が強い）と判断される。ただ、過大な自己資本がありながら適当な投資（事業）が行えない場合、いわゆる「資本が眠る」状態となり、株式会社（特に上場会社）では投資ファンドなどの株主から配当を増やせとの圧力が強まる場合がある。
一方で、少ない自己資本によって企業や組織を設立し、その信用によって他人資本を調達して経営を行うということは「自己資本を有効に活用している」ということになり、過大な自己資本を調達するよりも機動的な経営が可能となる点があるものの、自己資本比率の低下は負債（借入金）の比率が高まる（財務基盤の脆弱化）ことを意味しており、法規制や為替相場の変動など社会や経済情勢の変化によって、事業計画で見込んだ収益が上げられなくなった場合には資金繰りが苦しくなり、金融機関の支援が得られない場合には経営破綻につながることが多い。
日本国内の金融・保険業を除く資本金1,000万円以上の営利法人19,257社の自己資本比率平均は33%である。資本金10億円以上の法人では38.9%、資本金1億円〜10億円で26.2%、資本金1億円以下で27.6%となり、資本金の額が少ないほど自己資本比率も低いという傾向がある。
中小企業の平均値はさらに低く、資本金3億円以下の製造業で13.1%、資本金1億円以下の卸売業で13.2%、資本金5,000万円以下の小売業で7.1%、サービス業で16.7%である。

## 金融機関の自己資本比率規制
国際的な活動を行う銀行などの金融機関は、BIS規制に基づく自己資本比率規制に服しており、ここでは、一定の方法により算出されたリスクの量に対する一定の方法により算出された自己資本の割合として8%を維持することが条件とされる。詳しくはBIS規制の項目を参照されたい。
なお日本国内においては、BIS規制における自己資本比率について、国際業務を行う銀行等に適用される国際基準（最低8％）と国内業務のみの銀行等に適用される国内基準（最低4％）の2種類がある。この2つは有価証券の評価損益の取扱いなど一部の取扱が異なっているため、単純に数値を比較できないことに注意が必要である。